# پایتون هرکجا
پایتون هرکجا (به انگلیسی: PythonAnywhere) یک محیط یکپارچه توسعه نرم‌افزار برخط (IDE) و سرویس میزبانی وب (بستر به عنوان یک سرویس) مبتنی بر زبان برنامه‌نویسی پایتون است. توسط گیلز توماس و رابرت اسمیتسون در سال ۲۰۱۲ تأسیس شد، دسترسی درون مرورگر به واسط خط فرمان پایتون و Bash مبتنی بر سرور را به همراه با یک ویرایشگر کد با برجسته‌سازی نحو را فراهم می‌کند. پرونده‌های برنامه را می‌توان با استفاده از مرورگر کاربر به سرویس منتقل و از آن استفاده کرد. برنامه‌های کاربردی وب میزبانی شده توسط این سرویس را می‌توان با استفاده از هر چارچوب کاربردی مبتنی بر واسط دروازه کارساز وب نوشت.
پایتون هرکجا توسط Resolver Systems ساخته شد، که همچنین  ResolverOne  را تولید کرده‌است، یک برنامه صفحه گسترده مبتنی بر پایتون را نیز تولید کرده‌است. در تاریخ ۱۶ اکتبر ۲۰۱۲ این محصول توسط یک شرکت جدید PythonAnywhere LLP خریداری شد که در آینده محصول را توسعه داده و نگهداری خواهد کرد و تیم توسعه دهنده فعلی را به خود اختصاص داده‌است.
تیم توسعه دهنده از پایتون هرکجا برای توسعه PythonAnywhere استفاده می‌کند و می‌گوید ویژگی‌های همکاری آن به این دلیل کمک می‌کند زیرا از روش برنامه‌نویسی مفرط استفاده می‌کنند.

## امکانات
- از سی‌پایتون، پای‌پای و آی‌پایتون، پشتیبانی می‌کند که شامل نسخه‌های ۲٫۷، ۳٫۳، ۳٫۴، ۳٫۵، ۳٫۶، ۳٫۷ و ۳٫۸ پایتون می‌باشد.[۵]
- کنسول‌های تعاملی درون مرورگر با کد در حال اجرا بر روی سرورهای میزبانی شده، قابل اشتراک گذاری بین چندین کاربر است.
- میزبانی وب مبتنی بر واسط دروازه کارساز وب، به عنوان مثال جنگو، فلسک، web2py
- پشتیبانی از کدگذاری از آی‌پد و سایر دستگاه‌های تلفن همراه.
- نحو برجسته در ویرایشگر مرورگر.
- بسیاری از ماژول‌های محبوب پایتون از قبل نصب شده‌اند.[۶]
- مانند برنامه‌های کرون جاب برای اجرای اسکریپت‌ها در یک زمان معین از روز.
- برای اجرای اسکریپت‌ها وظایف را همیشه روشن کنید و در صورت خرابی، آنها مجدد راه اندازی می‌شوند.[۷][۸]

## کاربردها
پایتون هرکجا به عنوان "ساده‌ترین راه برای استقرار برنامه‌های web2py " در کتاب رسمی در مورد چارچوب وب توصیف شده‌است، هنگام یادگیری نام‌پای، بستر انتخابی در آموزش دختران جنگو است، و به عنوان راهی برای میزبانی برنامه‌های کاربردی وب مبتنی بر یادگیری ماشین توصیه می‌شود.